# Alioune Diagne
 (mai 2025).
Alioune Diagne est un artiste sénégalo-français né en 1985 à Kaffrine. Il est le créateur du mouvement artistique du figuro-abstro, qui associe figuration et abstraction à travers des signes inspirés de la calligraphie.
Après son admission à l'École nationale des Beaux-Arts de Dakar en 2008, il s’installe en France deux ans plus tard. Son travail commence à être présenté dans le cadre d’expositions en France, puis à l’international.
Ses œuvres s’inspirent de scènes du quotidien. Il traite de thématiques telles que la migration irrégulière, la pollution et l’exploitation des ressources naturelles en Afrique.

## Jeunesse et formation
Fils de parents divorcés, Alioune Diagne grandit à Kaffrine, dans la région du Sine-Saloum, au sein de sa famille paternelle.
Alioune Diagne dessine depuis son plus jeune âge dans un contexte où l’accès à l’histoire de l’art et à l’art contemporain est inexistant.  
À l’âge de 19 ans, il perd son père et vit temporairement avec ses grands-parents, avant de rejoindre sa mère à Dakar.

## Parcours artistique
Après sa formation à l’École nationale des Beaux-Arts de Dakar, Diagne s’installe en 2010 à Vienne, en Isère, où il participe à des projets artistiques locaux, notamment avec des enfants. C’est à Vienne en 2013 qu’il élabore son langage visuel qu’il nomme « Figuro-Abstro » et qui consiste à composer des scènes figuratives à partir de signes abstraits tracés de manière intuitive.
Parmi ses premières collections figurent Scènes de marchés sénégalais et Modou Modou, centrées sur la vie quotidienne des travailleurs migrants sénégalais.
Son travail est ensuite exposé à l’international, notamment à Shanghai et Aoste en Italie. En 2019, il présente l’exposition Perceptions à Paris, rassemblant plusieurs de ses collections.
En 2022, il fait partie de la sélection officielle de la Biennale d’art contemporain africain de Dakar, exposée à l’ancien Palais de Justice de Dakar. Il présente également une exposition personnelle, Ëttu Kër – Cour intérieure, au Grand Théâtre National de Dakar, inspirée de cartes postales coloniales et de coutumes traditionnelles. Cette même année, l’une de ses oeuvres entre dans la collection nationale du Sénégal et il commence à être représenté par la Galerie Daniel Templon.

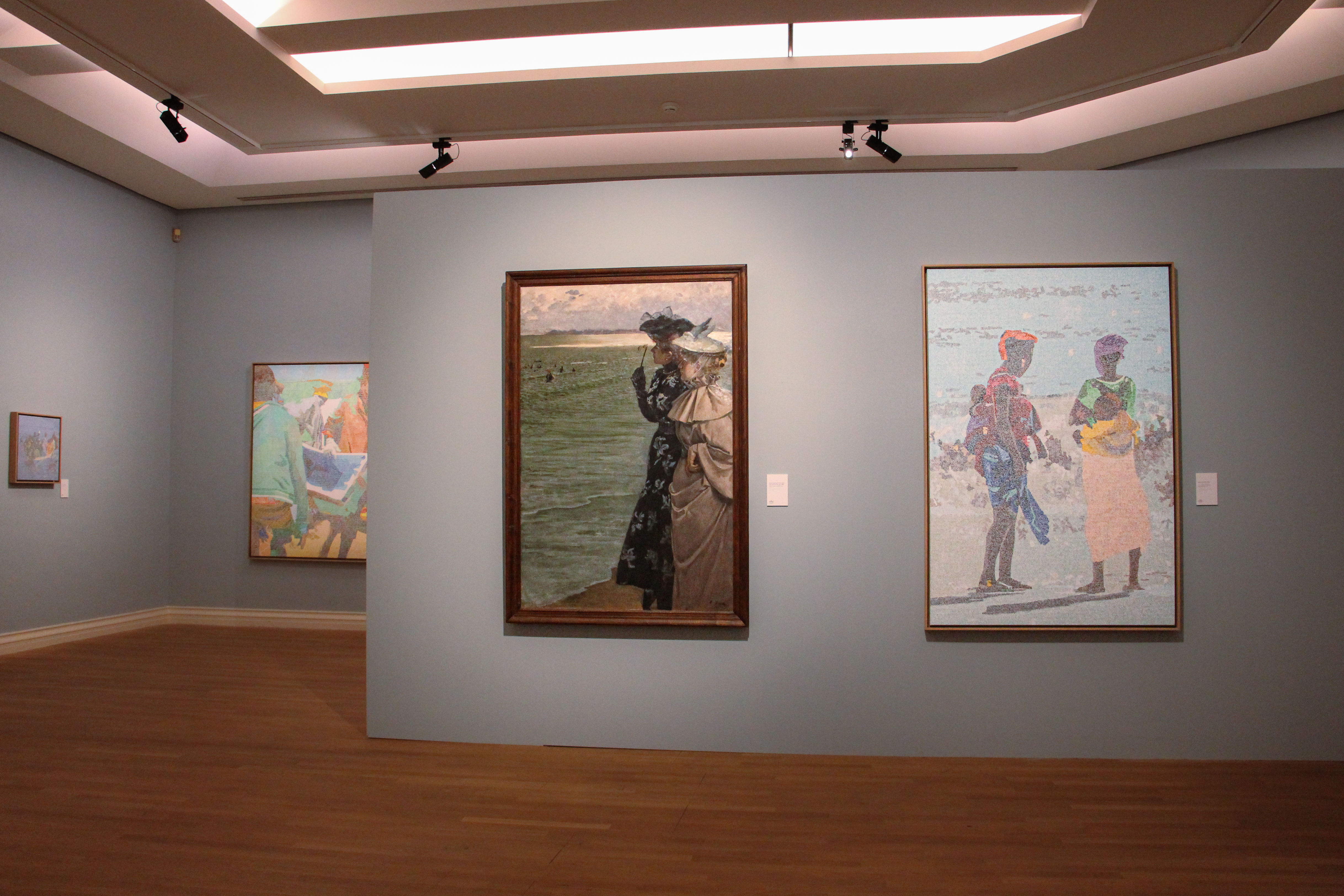
Exposition "Ndox-Glint » en dialogue avec l’impressionnisme, Musée des Beaux-Arts, Rouen, France

Entre 2023 et 2024, le Musée des Beaux-Arts de Rouen lui consacre une exposition intitulée Ndox – Glint, centrée sur la thématique du fleuve. L’exposition met en dialogue son travail avec celui de peintres impressionnistes tels que Claude Monet ou Eugène Boudin.
À la suite de cette période, il retourne vivre au Sénégal et y installe son atelier.

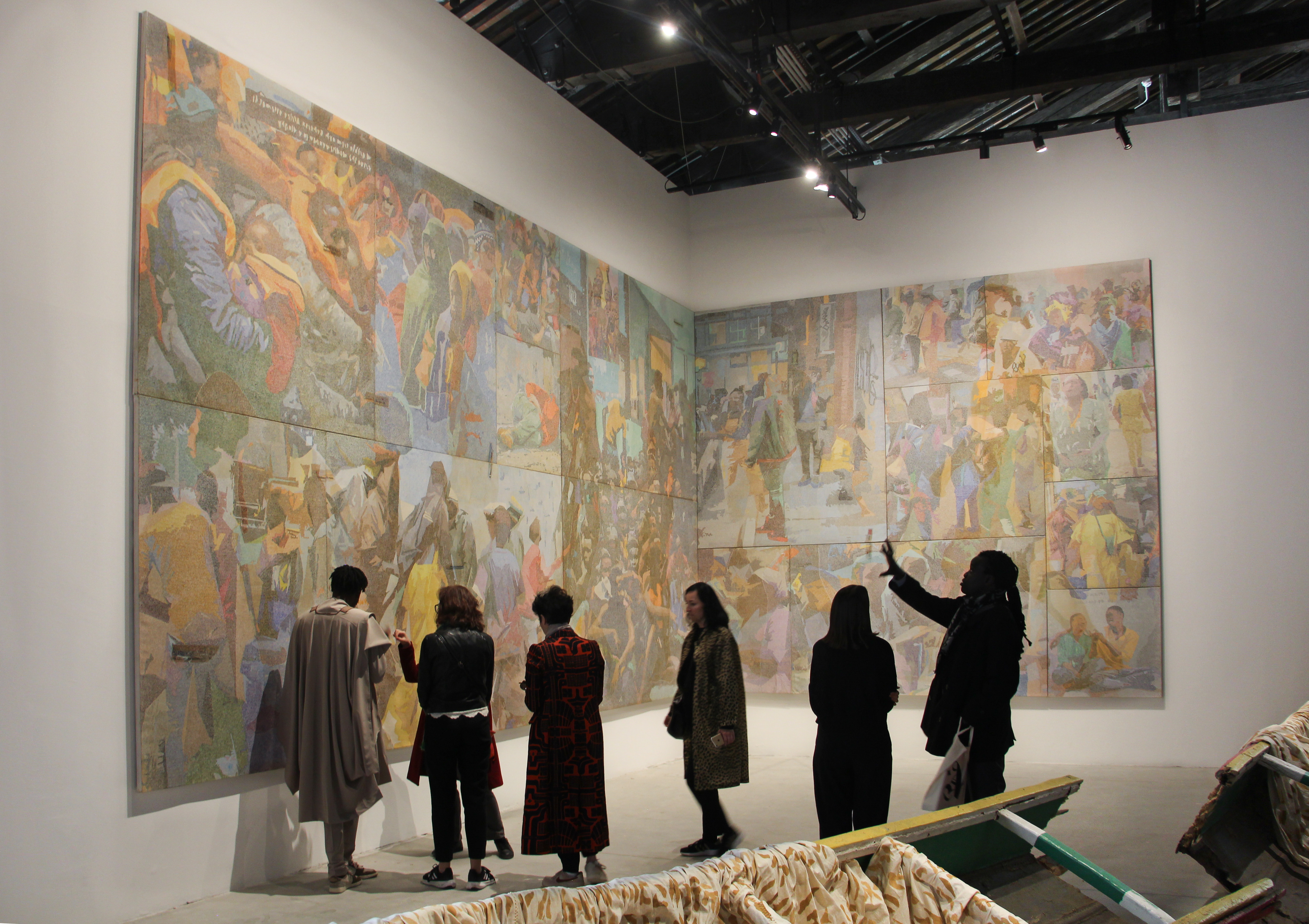
Exposition "Bokk – Bounds", Pavillon du Sénégal, 60ème Biennale de Venise, Venise, Italie

En avril 2024, il représente le Sénégal dans le cadre de son premier pavillon national à la Biennale de Venise. Son projet intitulé Bokk – Bounds, conçu avec le commissaire Massamba Mbaye, répond au thème Stranieri Ovunque – Étrangers Partout de la soixantième Biennale de Venise. En wolof, Bokk désigne ce qui est partagé, tenu en commun, et les liens familiaux. L’installation comprend seize peintures formant un ensemble de 4x12 mètres, accompagnées d’une pirogue traditionnelle recouverte de tissu peint à la main. Selon l’artiste, cette pirogue symbolise les liens brisés entre les hommes et les phénomènes migratoires.
Parallèlement, il expose avec la Galerie Templon à Paris, Bruxelles et New York. En 2024, il présente Seede (« témoignage » en wolof) à Paris, une exposition consacrée aux parcours et aux réalités humaines liées à la migration irrégulière à travers la Méditerranée. Il représente fréquemment des scènes de sauvetages en mer.
En 2023, il reçoit le Public Vote Norval Sovereign African Art Prize, décerné par la Norval Foundation en Afrique du Sud.
Ses œuvres ont intégré les collections de plusieurs institutions, dont le Denver Art Museum.

## Le mouvement figuro-abstro
Diagne développe le Figuro-Abstro en 2013, après le décès de son grand-père, maître coranique.
Ce mouvement consiste à construire une image figurative à partir d'éléments abstraits, de petits signes rappelant la calligraphie, qu’il désigne comme ses « signes inconscients ». Ces signes, apparus de manière intuitive, forment selon lui un langage visuel universel exprimant souvenirs et émotions,. Ces signes ne possèdent pas de sens, ni de définition et peuvent ainsi parler à tout le monde sans aucune limite d’interprétation.
Le spectateur est encouragé à observer l’œuvre sous différents angles afin d’en percevoir progressivement le sujet.
Plusieurs critiques et commissaires d’exposition ont rapproché le travail de Diagne de courants tels que le pointillisme et l’impressionnisme, bien que l’artiste ait développé son style avant de découvrir ces mouvements. À la suite d’une exposition à Rouen, il a approfondi ses recherches sur ces courants artistiques européens, qui influencent désormais ponctuellement sa pratique. Il cite également parmi ses inspirations récentes le cubisme et l’œuvre de Pablo Picasso notamment dans son rapport aux masques africains.

## Thématiques artistiques
Le travail d’Alioune Diagne aborde des sujets contemporains tels que l’écologie, la place des femmes dans la société, le racisme et la transmission culturelle. Il traite notamment de la pollution marine et de la surexploitation des ressources halieutiques en Afrique, en lien avec les pénuries de poissons observées dans des communautés locales.
Plusieurs de ses œuvres traitent des discriminations raciales et des réalités liées à l’exil. La migration irrégulière, en particulier vers l’Europe, constitue un thème récurrent dans sa production. En 2023, dans le cadre de la préparation d’une exposition consacrée au fleuve, il se rend dans plusieurs localités le long du fleuve Sénégal où il rencontre d’anciens pêcheurs reconvertis en passeurs.  
Il représente également des scènes de la vie quotidienne au Sénégal, telles que l’atmosphère des marchés locaux, la jeunesse croisée dans les rues, ou encore les femmes sénégalaises impliquées dans des responsabilités domestiques et communautaires. L’artiste accorde une attention particulière à l’enfance, et souligne l’importance de l’éducation dans ses tableaux.
Ses peintures témoignent d’un intérêt pour le patrimoine culturel sénégalais et ses transformations, notamment des traditions menacées de disparition,.

## Expositions
Expositions personnelles
- 2025 : « Jokkoo », Galerie Templon, New York[48]
- 2024 : « Bokk – Bounds », Pavillon sénégalais, 60e Biennale de Venise[30]
- 2024 : « Seede », Galerie Templon, Paris[34]
- 2023-2024 : « Ndox – Glint », Musée des Beaux-Arts de Rouen[25]
- 2022 : « Tukki », Galerie Templon, Bruxelles[49]
- 2022 : « Ëttu Kër – Cour intérieure », Grand Théâtre National de Dakar[22]
- 2020 : « WONEMA - Let me see », Dakar[41]
- 2019 : « Perceptions », We Art Partners, Paris[19]
- 2017 : « Un nouveau regard », Salle des expositions de Finaosta, Aoste[33]
- 2017 : Solo Show pendant ArtBasel Art Fair, Bâle Expositions collectives[50]

- 2024 : Pavillon du Sénégal, 15ème Biennale de l’art Africain, Dakar[39]
- 2023 : « Africa Supernova », Kunsthal KAdE, Pays-Bas[51]
- 2023 : Norval Sovereign Art Prize 2023, Fondation Norval, Le Cap[52]
- 2022 : Ĩ Ndaffa#/Forger/Out of the fire, 14ème Biennale de l’art Africain, Selection Officielle, Ancien Palais de Justice, Dakar[53]
- 2019 : « Hommage à Fatma Charfi », Galerie Nationale, Dakar[53]
- 2016 : Galerie Artbank, Shanghai[17]
- 2016 : Galerie Pélussin[17]
- 2016 : Galerie Arte Dakar
- 2016 : Biennale de l’art Africain, Off, Loman
- 2015 : Salon African Art Fair, Paris
- 2014 : Group Show, Biennale de l’art Africain, Off, Saint Louis
- 2014 : « Sink or Swim », Biennale de l’art Africain, Off, Villa Spivey, Dakar
- 2014 : « Figuro Abstro » Galerie Rêves d’Afrique, Saint-Etienne[17]
- 2014 : « Itinéraire en Couleurs » - Espace Jean Drevon, Saint-Jean de Bournay

- 2013 : Xème Edition, Hall de l’entrée principale du Centre Hospitalier Lucien Hussel, Vienne
- 2012 : Festival international de Jazz à Vienne, Musée Saint Pierre, Vienne
- 2011 : Nuit Africaine, Isles d’Abeau
- 2011 : Maison du Peuple, Lyon[17]

## Collections
- Collection Nationale du Sénégal, Musée des Civilisations noires, Dakar[35]
- Denver Art Museum[39]
- Schulting Collection[54]
- Artistic Museum of Contemporary Art (AMOCA), Cardiff[55]
- Fondation Schneider, Wattwiller[39]

### Publications
- Dagen, Philippe ; Mbaye, Massamba. Bokk-Bounds, BiennalediVenezia. Les presses du réel : Paris, 2024[56]
- Calame-Levert, Florence ; Chaizemartin, Julie. Alioune Diagne Ndox-Glint - Musée des Beaux-Arts de Rouen. Galerie Templon : Paris, 2022[56]
- Ëttu Kër – Cour intérieure - Grand Théâtre National de Dakar. We Art Partners : Paris, 2022[56].
- Alioune Diagne, PERCEPTIONS. Éditions Internationales du Patrimoine : Paris, 2019[57].
- Galerie Nationale ; Ndiaye Abdou Diouf. Hommage à Fatma Charfi par les artistes sénégalais. Fatma Charfi Association : Dakar, 2019[58].